# Прудовое муниципальное образование
Прудовое муниципальное образование — сельское поселение в Екатериновском районе Саратовской области Российской Федерации.
Административный центр — посёлок Прудовой.

## История
Статус и границы сельского поселения установлены Законом Саратовской области от 27 декабря 2004 года № 83-ЗСО «О муниципальных образованиях, входящих в состав Екатериновского муниципального района».
Законом Саратовской области от 20 апреля 2018 года № 37−ЗСО Новоселовское и Прудовое муниципальные образования преобразованы, путём их объединения, во вновь образованное муниципальное образование «Новоселовское муниципальное образование Екатериновского муниципального района Саратовской области», наделённое статусом сельского поселения с административным центром в селе Новоселовка.

## Население
| 2010 | 2011 | 2012 | 2013 | 2014 | 2015 | 2016 |
| ---- | ---- | ---- | ---- | ---- | ---- | ---- |
| 953  | ↘951 | ↘949 | ↘942 | ↘936 | ↘926 | ↘919 |
| 2017 | 2018 |      |      |      |      |      |
| ↘915 | ↘897 |      |      |      |      |      |

## Состав сельского поселения
| № | Населённый пункт | Тип населённого пункта          | Население |
| - | ---------------- | ------------------------------- | --------- |
| 1 | Переезд          | село                            | ↗291      |
| 2 | Прудовой         | посёлок, административный центр | ↘662      |